# Kiowa (Oklahoma)
Kiowa es un pueblo ubicado en el condado de Pittsburg en el estado estadounidense de Oklahoma. En el año 2010 tenía una población de 731 habitantes y una densidad poblacional de 	221,52 personas por km².

## Geografía
Kiowa se encuentra ubicado en las coordenadas 34°43′21″N 95°54′12″O / 34.72250, -95.90333 (34.722460, -95.903349).

## Demografía
Según la Oficina del Censo en 2000 los ingresos medios por hogar en la localidad eran de $22,614 y los ingresos medios por familia eran $33,125. Los hombres tenían unos ingresos medios de $22,188 frente a los $20,000 para las mujeres. La renta per cápita para la localidad era de $17,948. Alrededor del 20.1% de la población estaban por debajo del umbral de pobreza.